# Politický systém Bosny a Hercegoviny
Bosna a Hercegovina je zastupitelská demokracie, federativní parlamentní republika s vícestranickým systémem. Bosna a Hercegovina se skládá ze dvou entit – Federace Bosny a Hercegoviny a Republika srbská. Zvláštní postavení zaujímá distrikt Brčko, který je společně spravován oběma entitami.
Parlamentní shromáždění je dvoukomorový parlament. Dolní komora se nazývá Sněmovna reprezentantů, horní Sněmovna národů. Sněmovna reprezentantů se skládá z 42 členů, 28 členů je voleno v rámci Federace Bosny a Hercegoviny, 14 v rámci Republiky srbské. Sněmovna národů se skládá z 15 členů, 5 je Bosňáků, 5 Chorvatů a 5 Srbů.
Předsednictvo Bosny a Hercegoviny je kolektivní hlava státu.
Jediným soudním orgánem s federální působností je Ústavní soud, skládá se z 9 soudců, 4 jsou vybíráni Sněmovnou reprezentantů ve Federaci, 2 Shromážděním v Republice srbské a tři členy vybírá prezident Evropského soudu pro lidská práva po konzultaci s Předsednictvem (tito tři členové nemohou být občany Bosny a Hercegoviny ani žádného sousedního státu).
Ústava Bosny a Hercegoviny vychází z Daytonské mírové dohody.